# Proischnura polychromaticum
Proischnura polychromaticum е вид насекомо от семейство Coenagrionidae. Видът е критично застрашен от изчезване.

## Разпространение
Разпространен е в Южна Африка (Западен Кейп).